# Chris Conte
Christopher Michael Conte (Los Angeles, 23 febbraio 1989) è un giocatore di football americano statunitense che milita nel ruolo di free safety per i Tampa Bay Buccaneers della National Football League (NFL). Fu scelto nel corso del terzo giro (93º assoluto) del Draft NFL 2011 dai Chicago Bears. Al college ha giocato a football coi California Golden Bears.

## Carriera professionistica

### Chicago Bears
Conte fu scelto dai Chicago Bears nel corso del terzo giro del Draft 2011. In una gara contro i Tampa Bay Buccaneers al Wembley Stadium fece registrare il primo intercetto in carriera dopo aver strappato il pallone dalle mani di Mike Williams sulla goal line. Il 19 dicembre fu inserito in lista infortunati dopo un infortunio subito il 19 dicembre nella sconfitta contro i Seattle Seahawks. A fine stagione fu inserito nella formazione ideale dei rookie.
Nella seconda gara della pre-stagione 2012 contro i Washington Redskins, Conte si infortunò a una spalla. Malgrado ciò, Conte partì come titolare contro gli Indianapolis Colts nella gara di debutto della stagione, mettendo a segno un intercetto su Andrew Luck dopo un passaggio deviato da Tim Jennings. Il secondo intercetto stagionale lo fece registrare nella settimana 12 contro i Minnesota Vikings. La sua seconda stagione si concluse con 68 tackle, 2 intercetti e 9 nove passaggi deviati.
Nell'ultima gara della stagione 2013, Conte mise a segno un intercetto su Aaron Rodgers arrivando a quota 3 nell'anno, un nuovo primato personale. Un altro intercetto lo fece registrare nel debutto stagionale del 2014 su EJ Manuel dei Buffalo Bills e la domenica successiva su Colin Kaepernick dei San Francisco 49ers.

### Tampa Bay Buccaneers
L'11 marzo 2015, Conte firmò coi Tampa Bay Buccaneers, ritrovando il suo ex allenatore Lovie Smith. Il primo intercetto con la nuova maglia lo mise a segno nel secondo turno ai danni di Drew Brees.

## Palmarès
- PFWA All-Rookie Team - 2011

## Statistiche
| Partite totali      | 57  |
| Partite da titolare | 52  |
| Tackle              | 231 |
| Sack                | 0,0 |
| Intercetti          | 9   |

Statistiche aggiornate alla stagione 2014